# 鍋島直澄
鍋島 直澄（なべしま なおずみ）は、江戸時代前期の大名。肥前国蓮池藩初代藩主。官位は従五位下、甲斐守。

## 略歴
肥前佐賀藩主・鍋島勝茂の五男として誕生した。
兄の忠直の死後、その未亡人を娶った経緯から、鍋島宗家の家督相続の候補者に推されたが、継ぐことはできなかった。
寛永15年（1638年）、天草・島原の乱から帰参すると、父の勝茂は佐賀城本丸に入り、自らは三の丸に入った（兄の元茂は西の丸に入った）。
寛永19年（1642年）、肥前国蓮池藩に5万2000石を与えられ初代藩主となった（立藩年次については異説あり）。
寛文5年（1665年）に塩田吉浦館へ隠居し、家督を次男の直之に譲る。寛文9年（1669年）3月5日、病のため塩田吉浦館で没した。
遺命により遺骨は吉浦至誠山、慶誾寺、潜龍寺（のちの宗眼寺）に分けて納められた。

## 系譜
父母
- 鍋島勝茂（父）
- 高源院 ー 徳川家康の養女、岡部長盛の娘（母）

正室
- 牟利姫、恵照院 ー 松平忠明の娘[注釈 1]

側室
- 安樹院 ー 伊香賀貞知の娘

子女
- 鍋島直守（長男）
- 鍋島直之（次男）生母は恵照院（正室）
- 鍋島之治（三男）
- 鍋島之映（四男）
- 鍋島直称[注釈 2]（五男）生母は安樹院（側室）
- 鍋島之徳（六男）
- 於千代、宝善院 ー 鍋島直條正室、鍋島光茂の養女
- 松平好房正室